# Хукер, Стэнли
Сэр Стэнли Джордж Хукер (англ. Stanley George Hooker; 30 сентября 1907 — 24 мая 1984) — выдающийся британский инженер, конструктор авиационных двигателей.
Член Лондонского королевского общества (1962). 
Известен как разработчик реактивных двигателей. Работал в компаниях Роллс-Ройс и Bristol Aeroplane Company. Участвовал в разработке первых реактивных двигателей Welland и Derwent, а также в доводке двигателей Proteus и Olympus; спроектировал двигатель Pegasus.